# شورای عالی قضایی
شورای عالی قضایی بالاترین نهاد در قوه قضائیه ایران از ۱۳۵۹ تا ۱۳۶۸ بود. این شورا طبق اصل ۱۵۸ قانون اساسی جمهوری اسلامی ایران برای انجام مسئولیت های قوه قضاییه تشکیل شد. این شورا تمام امور قضایی، اجرایی و اداری که در قلمرو دستگاه قضایی قرار می‌گرفت را مدیریت و نظارت می‌کرد. بر پایهٔ تغییرات قانون اساسی ایران در سال ۱۳۶۸ این شورا از نظام قضایی کشور حذف شد.

## اعضای شورا
طبق اصل ۱۵۸، این شورا از ۵ عضو تشکیل می‌شد:
رئیس دیوان عالی کشور در رأس دیوان عالی کشور به عنوان عالی‌ترین مرجع قضایی؛
دادستان کل کشور در رأس دادسراها؛ و
سه نفر از قضات مجتهد و عادل به انتخاب قضات سراسر کشور (تا قضات در جریان امور و مدیریت دستگاه قضایی مشارکت کنند). بررسی اجتهاد این قضات طی حکمی از سوی سید روح الله خمینی بر عهده حسینعلی منتظری گذاشته شد. 
علی‌رغم ۵ ساله بودن هر دورهٔ این شورا، در طول حیات ۹ سالهٔ آن ۴ بار انتخابات برای تعیین اعضای انتخابی صورت گرفت. این انتخابات‌ها به ترتیب در سال‌های ۱۳۵۹ ، ۱۳۶۰ ، ۱۳۶۲  و ۱۳۶۴   برگزار شدند.
اعضای شورای عالی قضایی عبارت بودند از:
- سید محمد حسینی بهشتی (به عنوان دومین «رئیس دیوان عالی کشور» جمهوری اسلامی ایران از ۱۳۵۹[پانویس ۱] تا زمان ترور در ۱۳۶۰)
- سید عبدالکریم موسوی اردبیلی (در آغاز به عنوان دومین «دادستان کل کشور» جمهوری اسلامی ایران از ۱۳۵۹[پانویس ۲] تا ۱۳۶۰ و سپس به عنوان سومین «رئیس دیوان عالی کشور» جمهوری اسلامی ایران از ۱۳۶۰ تا ۱۳۶۸)

- محمدمهدی ربانی املشی (در آغاز به عنوان یکی از اعضای انتخابی از ۱۳۵۹ تا ۱۳۶۰ و سپس به عنوان سومین «دادستان کل کشور» جمهوری اسلامی ایران از ۱۳۶۰ تا ۱۳۶۱)
- یوسف صانعی (به عنوان چهارمین «دادستان کل کشور» جمهوری اسلامی ایران از ۱۳۶۱ تا ۱۳۶۴)
- سید محمد موسوی خوئینی‌ها (به عنوان پنجمین «دادستان کل کشور» جمهوری اسلامی ایران از ۱۳۶۴ تا ۱۳۶۸)
- علی قدوسی (به عنوان یکی از اعضای انتخابی از ۱۳۵۹ تا زمان ترور در ۱۳۶۰)
- عبدالله جوادی آملی (به عنوان یکی از اعضای انتخابی از ۱۳۵۹ تا ۱۳۶۱)
- مرتضی مقتدایی (به عنوان یکی از اعضای انتخابی از ۱۳۶۰ تا ۱۳۶۸)
- محمد مؤمن (به عنوان یکی از اعضای انتخابی از ۱۳۶۰ تا ۱۳۶۱)
- سید محمد موسوی بجنوردی (به عنوان یکی از اعضای انتخابی از ۱۳۶۱ تا ۱۳۶۸)
- سید ابوالفضل میرمحمدی (به عنوان یکی از اعضای انتخابی از ۱۳۶۱ تا ۱۳۶۴)
- سید محمدحسن مرعشی شوشتری (به عنوان یکی از اعضای انتخابی از ۱۳۶۴ تا ۱۳۶۸)

## وظایف
وظایف این شورا طبق اصل ۱۵۷ عبارت بود از:
۱ـ «… ایجاد تشکیلات لازم در دادگستری به تناسب مسئولیت‌های اصل ۱۵۶، 
۲ـ تهیهٔ لوایح قضایی متناسب با جمهوری اسلامی،
۳ـ استخدام قضات عادل و شایسته و عزل و نصب آنها و تغییر محل مأموریت و تعیین مشاغل و ترفیع آنان و مانند اینها از امور اداری، طبق قانون».
توقع نویسندگان قانون اساسی جریان امور قضایی بر اساس عقل جمعی و رأی گروهی بود که در عمل به وقوع نپیوست و موجب اختلاف‌نظر و ناهماهنگی شد. در اواخر ۱۳۶۷ به درخواست  خمینی وظایف اعضای شورای عالی قضایی در این شورا مشخص شد و طی جلسه‌ای  در ۲۴ بهمن ۱۳۶۷ با حضور سران سه قوه و اعضای شورای عالی قضایی تشکیل شد، صلاحیت‌ها و اختیارات این شورا بین اعضا تقسیم شد.
از اجرای این تقسیم‌کار، مدت زمان زیادی نگذشته بود که با بازنگری در قانون، شورای عالی قضایی منحل شد و ریاست قوهٔ قضائیه جای آن را گرفت.